# María Beatriz Aniceto Pardo
Pour les articles homonymes, voir Pardo.
María Beatriz Aniceto Pardo, née en 1965 en Colombie, est une personnalité politique et une leader indigène colombienne, reconnue principalement pour sa lutte en faveur de la défense des territoires indigènes et de sa lutte pacifique contre la guerre dans ce pays.

## Biographie
Troisième de huit enfants, María Beatriz Aniceto Pardo grandit dans une plantation de canne à sucre dans la région de Paéz, près de Tierradentro, dans le département du Cauca. Ses parents, indigènes, vivaient essentiellement de la culture du haricot. Après avoir débuté l'école à 9 ans, ses relations avec sa famille sont difficiles. Une dame fortunée de Paéz propose de l'emmener à Bogota alors qu'elle a  11 ans. Celle-ci la maltraite et, s'étant enfuie, elle est recueillie par une famille dont elle devient aussi l'esclave domestique durant plusieurs années, entre les villes de Saldaña et Bogota. Elle parvient à s'enfuir au bout de trois ans, grâce à la complicité d'un des enfants de la famille, et rentre dans son village natal. Rejetée par sa famille, elle parvient à intégrer un internat tenu par des religieuses, puis trouve un travail dans une famille qui la traite correctement et la scolarise en même temps. Après plusieurs années, elle repart pour Bogota, où elle découvre l'Organisation nationale indigène de Colombie (ONIC). Après s'y être investie, vers l'âge de 30 ans, elle décide de revenir mener le combat pour les indigènes dans son pays natal.
À la suite du séisme de 1994 au río Paez qui fait plus de 1 100 morts dans la région, María Beatriz Aniceto Pardo occupe alors la fonction de secrétaire du chef indigène local. C'est elle qui est chargée de mener le recensement après la catastrophe.
Militant pour une meilleure condition des femmes indigènes, elle a coordonné le Programme pour les femmes du Conseil régional indigène du Cauca, ainsi que la Route pacifique des femmes.
Chef indigène en 1998 et 1999, elle a été leader de l'association des chefs du peuple Nasa,.
En 2005, elle est nommée avec onze autres femmes colombiennes parmi les « 1 000 femmes pour le Prix Nobel 2005 »,.